# I Don't Like
"I Don't Like" je debitantski singl američkog repera Chiefa Keefa s njegovog miksanog albuma Back from the Dead na kojem gostuje Lil Reese. Pjesma se također nalazi na njegovom debitantskom studijskom albumu Finally Rich. Pjesma je kao singl objavljena 24. srpnja 2012. godine u formatu digitalnog downloada. Producent pjesme je Young Chop. Na top ljestvici Billboard Hot 100 pjesma je debitirala na poziciji broj 73, a glazbeni spot je objavljen 11. ožujka iste godine.

## Pozadina
Originalno pjesma je objavljena na Chief Keefovom trećem miksanom albumu Back from the Dead koji je objavljen 14. ožujka 2012. godine kao besplatan download. Kasnije je miksani album objavljen i na iTunesu, kao i pjesma "I Don't Like" koja je 24. srpnja objavljena kao singl.

## Glazbeni spot
Glazbeni spot za pjesmu objavljen je 11. ožujka 2012. godine na Chief Keefovom računu na YouTubeu. Redatelj glazbenog spota je DGainzBeats. Spot je na YouTubeu pregledan više od 17 milijuna puta.

## Popis pjesama
| Br. | Skladba                                         | Trajanje |
| --- | ----------------------------------------------- | -------- |
| 1.  | »I Don't Like« (featuring Lil Reese) (Explicit) | 4:55     |
| 2.  | »I Don't Like« (featuring Lil Reese) (Clean)    | 4:27     |
| 3.  | »I Don't Like« (Instrumental)                   | 5:42     |

## Top ljestvice
| Top ljestvice (2012.)                 | Završna pozicija |
| ------------------------------------- | ---------------- |
| SAD (Billboard Hot 100)               | 73               |
| SAD (Billboard Hot R&B/Hip-Hop Songs) | 20               |
| SAD (Billboard Rap Songs)             | 15               |

## Nadnevci objavljivanja
| Država                     | Nadnevak         | Format             | Diskografska kuća                           | Izvor |
| -------------------------- | ---------------- | ------------------ | ------------------------------------------- | ----- |
| Sjedinjene Američke Države | 24. srpnja 2012. | digitalni download | Interscope Records Glory Boyz Entertainment | [ 4 ] |

## Vanjske poveznice
- I Don't Like na YouTubeu